# 허버트 A. 하우프트먼
허버트 애런 하우프트먼(영어: Herbert Aaron Hauptman, 1917년 2월 14일 ~ 2011년 10월 23일)은 미국의 수학자이다. 1985년 분자의 결정구조를 직접 알아내는 방법을 개발한 공로로 제롬 칼 박사와 함께 노벨 화학상을 수상했다.

## 학력
- 1929년~1933년: 타운센드 해리스 고등학교 (졸업)
- 1933년~1937년: 뉴욕 시립대학교 (학사)
- 1937년~1939년: 컬럼비아 대학교 (석사)
- 메릴랜드 대학교 (박사)

## 수상 경력
- 1985년 : 노벨 화학상
- 1991년 : 디랙 메달